# أغورافوكس
أغورافوكس موقع فرنسي ينشر مقالات لكتاب الرأي وتعليقاتهم علىالأخبار يساهم فيه المحررون المتطوعون، والموقع أنشئ سنة 2005. في 18 مارس 2025 ، كان الموقع يضم أربعين ألف محرر متطوع. أطلقت النسخة الإيطالية من الموقع متم عام 2008.